# بتلة

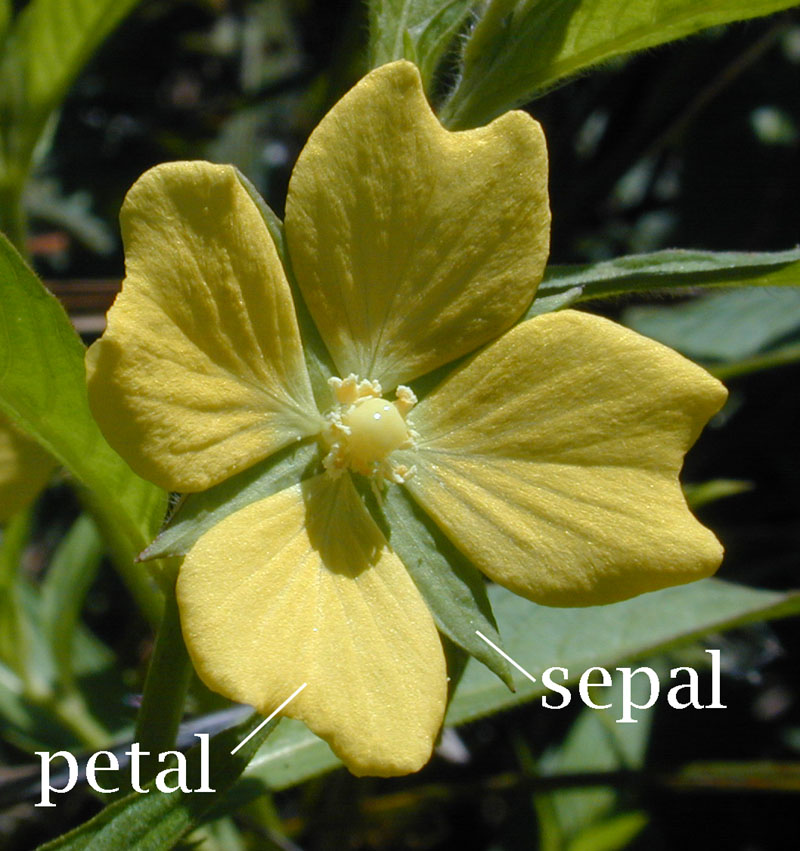
زهرة نبات زهرة الربيع تظهر الكأسيات (باللون الأخضر) والبتلات (باللون الأصفر)

البَتَلَة  أو القُعَالة أو التُّوَيجيّة (بالإنجليزية: Petal)‏ هي أحد أجزاء الزهرة، وتشير إلى الأوراق الملونة التي تحيط عادة بالأجزاء التناسلية (مثل السداة والمتاع) و تتموضع في محيط يعلو الكأسيات. تشكل مجموع البتلات معًا ما يُعرف بـالتُّوَيْج (الجزء الداخلي من الزهرة)، عادةً ما تكون البتلة رقيقة وناعمة وملونة حتى تجذب الحشرات التي تساعد في إجراء عملية التلقيح.

## طالع أيضًا
- شفية